# 屏边白珠
屏边白珠（学名：Gaultheria leucocarpa var. pingbienensis）是杜鹃花科白珠树属白果白珠的变种。分布在中国大陆的云南等地，生长于海拔2,100米的地区，多生于山地，目前尚未由人工引种栽培。